# Hanna Katz (Politikerin)
Johanne „Hanna“ Katz, geborene Johanne Fromme (* 30. Juli 1902; † September 1986) war eine deutsche Politikerin der FDP.

## Leben
Katz war Hausfrau und mit dem technischen Direktor der Siemens-Schuckertwerke Alfred Katz verheiratet. 1945 trat sie in die FDP Bielefeld ein und war in der Folge von 1949 bis 1950 Vorsitzende des Bundesfrauenbeirats sowie Frauenvertreterin im Bundesvorstand der FDP. Sie war außerdem Mitglied des Deutschen Frauenrings in Siegen.
Im August 1949 wurde Hanna Katz vom Landtag Nordrhein-Westfalen als Delegierte für die erste deutsche Bundesversammlung benannt.

## Privates
Hanna Katz war die Mutter der Frauenrechtlerin und Künstlerin Hannelore Mabry.
Sie starb im September 1986 im Alter von 84 Jahren.